# Nomada maculifrons
Nomada maculifrons là một loài Hymenoptera trong họ Apidae. Loài này được Smith mô tả khoa học năm 1869.